# Лихоліти
Лихолі́ти — село в Україні, у Золотоніському районі Черкаської області. Входить до складу Іркліївської сільської громади. У селі мешкає 450 людей.

## Історія
Перша документальна згадка датується 1729 роком.
з 1734 року у селі Петро-Павлівська церква.
За Гетьманщини село Лихоліти входило як до складу Іркліївської сотні Переяславського полку, так і з 1757 року, у відновленій Канівецькій сотні того ж полку.
Зі скасуванням полкового устрою на Лівобережній Україні, Лихоліти в 1781 році увійшли до Городиського повіту Київського намісництва.
За описом Київського намісництва 1781 року в Лихолітах було 158 хат. За описом 1787 року в селі проживало 392 душі. Було у володінні різного звання «казених людей», козаків і власників: полковника Монтигайли, таємного радника Неплюєва, бунчукового товариша Данила Требинського і військового товариша Красовського.
У ХІХ ст. Лихоліти були у складі Золотоніського повіту Полтавської губернії.
Село є на мапі 1816 року.

## Пам'ятки
- Лихолітський — комплексний заказник місцевого значення.

## Економіка
- Сільськогосподарське товариство з обмеженою відповідальністю «ЛАН»

## Уродженці
- Горб Олег Іванович (1976—2023)  — молодший сержант Збройних сил України, учасник російсько-української війни.
- Чучукало Василь Данилович (1905—1963) — працівник органів влади СРСР. Його іменем заборонено називати вулиці й будь-які топонімічні об'єкти України згідно з Законом про декомунізацію.